# مکرمه، خاطرات و رؤیاها
«مکرمه؛ خاطرات و رؤیاها» فیلم مستندی به کارگردانی و نویسندگی ابراهیم مختاری است. این فیلم دربارهٔ مکرمه قنبری، زنی حدوداً ۶۰ ساله از روستاهای مازندران است که خواندن و نوشتن نمی‌داند و ناگهان به نقاشی روی می‌آورد و خاطرات و رویاهای خود را به تصویر می‌کشد. در نقاشی‌های مکرمه رابطه مرد و زن، ارباب و رعیت و انسان و خدا به سبک خاصی دیده می‌شود، این مستند در مرداد سال ۱۳۹۲ توسط مؤسسه فرهنگ و هنر رها فیلم منتشر گشت.

## جوایز
- بهترین فیلم حرفه‌ای مستند در کنکور ردپای زندگی، فرانسه ۱۹۹۹.
- جایزه طلایی کشورهای داو، زنگبار، ژوئیه ۲۰۰۰.
- دیپلم افتخار جشنواره بین‌المللی سانفرانسیسکو، آمریکا، می ۲۰۰۰.

### نمایش‌ها
- بخش مسابقه جشنواره جهانی سینما دوریل، پاریس، فرانسه، ۱۹۹۹.
- بخش مسابقه کنکور ردپای زندگی، فرانسه ۱۹۹۹.
- جشنواره جهانی فیلم آمستردام، هلند، نوامبر ۱۹۹۹.
- ششمین جشنواره بین‌المللی فیلم مستند شفیلد، انگلستان ۱۹۹۹.
- جشنواره فیلم‌های کوتاه کراکو، لهستان ۱۹۹۹.
- بخش مسابقه بیست و چهارمین جشنواره بین‌المللی فیلم مستند لایپزیگ، اکتبر ۲۰۰۰.
- بخش مسابقه جشنواره بین‌المللی سانفرانسیسکو، آمریکا، می ۲۰۰۰.
- بخش مسابقه جشنواره کشورهای داو، زنگبار، ژوئیه ۲۰۰۰.نقاشی‌های مکرمه قنبری تا ۳هزار دلار در کلمبیا فروخته شد
- جشنواره جهانی فیلم ویناله، اتریش، اکتبر ۲۰۰۰.
- جشنواره جهانی فیلم مستند بلژیک، نوامبر ۲۰۰۰.
- موزه هنر بوستون، آمریکا، نوامبر ۲۰۰۰.
- هفته سینمای مستند ژانتی پاریس، فرانسه، نوامبر ۲۰۰۰.
- بخش مسابقه جشنواره فیلم‌های آسیایی وزول، فرانسه، فوریه ۲۰۰۱.
- جشنواره جهانی مونترال، کانادا، مارس ۲۰۰۱. گردهمایی فیلم فرایبورگ، آلمان ۲۰۰۱.
- جشنواره جهانی فیلم لوسس (بخش بر جاده مستندسازی ایران)، فرانسه، اوت ۲۰۰۵.
- دومین جشنواره بین‌المللی تولیدات تلویزیونی، الجزیره، مارس ۲۰۰۶. نخستین جشنواره فیلم تونس، تونس، اپریل ۲۰۰۶.
- جشنواره فیلم آرکایو، اتریش ۲۰۰۶.
- جشنواره فیلم مستند زنان، رن، فرانسه ۲۰۰۹.
- انستیتو Eye Film آمستردام، هلند، ژوئن ۲۰۱۰.
- نقد و بررسی در نخستین همایش ملی انسان‌شناسی، دانشگاه هنر اصفهان، اردیبهشت ۱۳۹۰.

## عوامل فیلم
- نویسنده و کارگردان: ابراهیم مختاری
- تصویربردار: رضا جلالی
- صدابردار: مرتضی دهنوی
- تدوین: مستانه مهاجر، حسین مهدوی
- صداگذاری و میکس: جهانگیر میرشکاری
- تصویربرداران: مجید صباغ، رضا جلالی
- تدوین: افسر نظری
- صدا: روح‌الله رضایی، مرتضی دهنوی
- تهیه‌کننده: ابراهیم مختاری[۵]